# 阿拉達格拉爾國家公園
37°49′22.63″N 35°10′15.15″E / 37.8229528°N 35.1708750°E

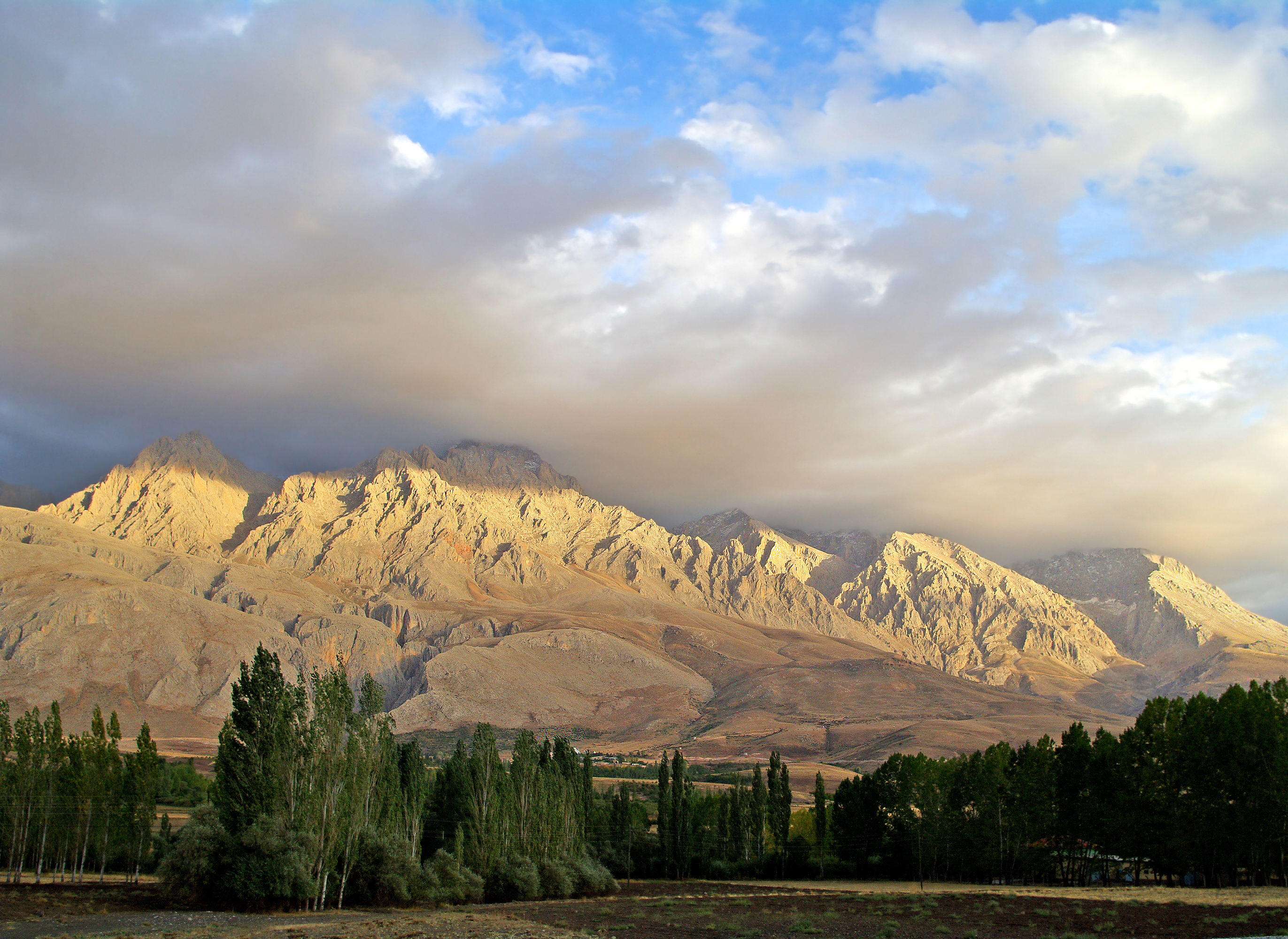

阿拉達格拉爾國家公園是土耳其的國家公園，位於該國南部，成立於1995年4月21日，面積551平方公里，最高點海拔高度3,767米，有冰川、高山高原、峽谷、深谷、洞穴和瀑布。